# Festas pré-eurovisivas
As festas pré-eurovisivas (também conhecidas como pre-parties) são uma série de eventos anuais que têm lugar nos meses de março e abril, entre a revelação das canções concorrentes ao Festival Eurovisão da Canção e a realização do certame. Estas festa são usadas pelos artistas concorrentes para promoverem as suas músicas, sendo organizadas, normalmente, pelas Organizações Gerais dos Amadores da Eurovisão (OGAEs) dos respetivos país, juntamente com outros patrocinadores. Também contam com artistas de anos anteriores.

## Lista de festas pré-eurovisivas

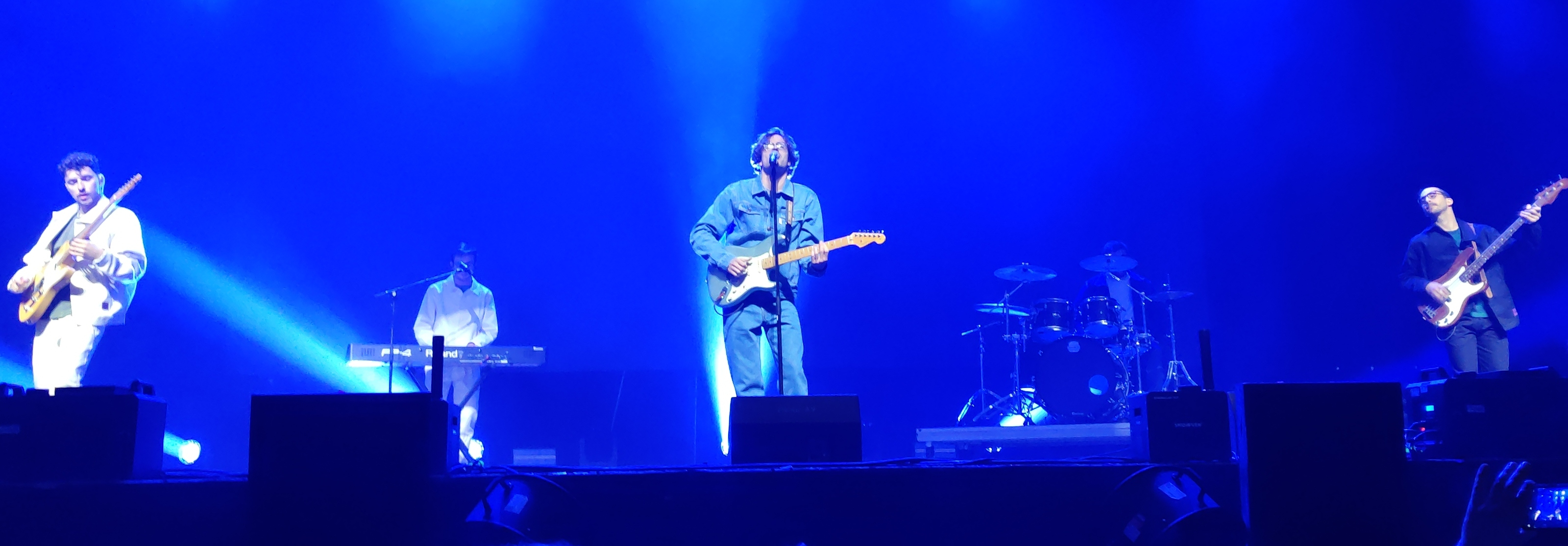
Os NAPA, representantes de Portugal no Festival Eurovisão da Canção 2025, no Eurovision In Concert 2025.

### Atuais
- Barcelona Eurovision Party (2022-presente) - realizada em todos os anos, à exceção de 2025[2]
- Eurovision In Concert (2009-presente) - considerada como a principal festa pré-eurovisiva,[1] é realizada todos os anos em Amesterdão.[3] Desde 2018, realiza-se no AFAS Live, tendo sido realizado, até 2017, no Melkweg.
- Israel Calling (2016-presente) - realizada em Tel Aviv[4]
- London Eurovision Party (2008-presente) - considerado como a primeira festa pré-eurovisiva de sempre, é realizada no Outernet London[5]
- Nordic Eurovision Party (2024-presente) - organizado pela OGAE Norway, ESC Norge e Eurovision Norway, em Oslo[6]
- PrePartyES (2017-presente) - realizado durante três noites, em Madrid[7]

### Anteriores
- Pre-Party Riga (2016-2019)[8]
- Moscow Preview Party (2015-2016, 2018-2019)[9]
- Polish Eurovision Party (2023)[10]